# Indeed
Indeed（インディード）は、求人情報専門の検索エンジンおよびこれを展開する企業である。

## 概要
単独の分野に特化した検索エンジンとしては、垂直検索の一例でもある。求人サイト、新聞などのメディア、各種団体、企業自身の採用ウェブページなど、数千のウェブサイトを巡回して求人情報を収集している。検索結果は求人情報が実際に投稿されている掲載元へリンクしており、求職者は掲載元で求人情報の詳細を閲覧し、求人への応募も掲載元で行う。また、Indeed上から直接応募できる求人もある。いずれの場合もIndeedが採用に直接関与することはない。検索結果の表示画面の広告掲載により収益をあげており、求職者は無料で求人情報検索やそれに付随するサービスを利用できる。
2012年にリクルートの完全子会社となり、株式は未公開である。

## 沿革
- 2004年11月 – ポール・フォースターとロニー・カーンにより共同設立。[3]
- 2005年 –  クリック報酬型求人広告ネットワークのベータ版を開始。[4]
- 2009年11月 – 日本での運営を開始。
- 2010年4月 – 世界7大陸すべてでサービスを展開する初のウェブサイトとなった。[5]
- 2012年9月 –  アメリカ合衆国/ニューヨーク・タイムズが保有株式を 日本/リクルートに売却。
- 2023年3月 – 全従業員の約15％にあたる約2200人の従業員を解雇したことを同月22日に発表。新型コロナウイルスの流行後、2022年の第4四半期に米国内の求人総数は前年同期比から約3.5％減少し（Indeed等の就職支援サイト経由の求人数は約33％減少）、求人市場の収益は2023年度以降も減少すると見込まれる等を理由に挙げている。[6]

## サービス

### 求人情報検索機能
フリーワード（職種など）の条件と都道府県、市区町村、駅名などの勤務地条件のいずれかまたは両方を入力して、全国の求人情報を一括検索する。PCサイトと同様の求人情報検索サービスを携帯端末用にも提供している。

### 国と地域
50 以上の国と地域で展開し、 28 言語での検索に対応。現在、サービスを提供している国と地域は以下のとおり。
アイルランド・アメリカ合衆国・アラブ首長国連邦・アルゼンチン・イギリス
イスラエル・イタリア・インド・インドネシア・オーストラリア
オーストリア・オマーン・オランダ・カタール・カナダ
韓国・ギリシャ・クウェート・コロンビア・サウジアラビア
シンガポール・スイス・スウェーデン・スペイン・台湾
チェコ・中国・チリ・デンマーク・ドイツ
トルコ・日本・ニュージーランド・ノルウェー・バーレーン
パキスタン・ハンガリー・フィリピン・フィンランド・ブラジル
フランス・ベネズエラ・ペルー・ベルギー・ポーランド
ポルトガル・香港・マレーシア・南アフリカ共和国・メキシコ
ルクセンブルク・ルーマニア・ロシア・タイ・ベトナム

## CM
2017年よりテレビCMを開始。「幸せなら手をたたこう」のメロディにのせて「仕事探しはIndeed」と歌うものを中心に、開始から1年間で約50本のCMを制作。
出演者
- 斎藤工・泉里香 （2017年 - 2023年）
- 千鳥（2018年 - 2020年）
- 池内博之・窪塚洋介（2019年）
- 沢尻エリカ・二階堂ふみ（2019年）
- 銀シャリ（2019年 - 2020年）
- ジャルジャル（2019年 - 2020年）
- 野性爆弾（2019年 - 2020年）
- 笑い飯（2019年 - 2020年）
- チョコレートプラネット（2020年）
- ニューヨーク（2020年）
- かまいたち（2020年 - 2021年）
- ミルクボーイ（2020年 - 2021年）
- 赤楚衛二・中条あやみ・國村隼（2023年 - ）
- LE SSERAFIM（2024年 - ）

### 提供番組
- アッコにおまかせ（TBS、2022年4月 - 、それまでスポンサーをしていた三協アルミから引き継いだ。）
- めざまし8（フジテレビ、2022年4月 - 、それまでスポンサーをしていたMARUKOから引き継いだ。）
- よじごじDays（テレビ東京、2025年7月 - 、月 - 木曜。ジャパネットたかたと共同提供。）

#### 過去の提供番組
- セブンルール（関西テレビ、2022年10月 - 2023年3月、それまでスポンサーをしていた三協フロンテアから引き継いだ。）
- ワールドビジネスサテライト（テレビ東京系、2018年1月　- 2019年9月）
- オールナイトニッポン（ニッポン放送・NRN系列、2018年4月　- 2020年3月、月曜から金曜までの放送）

## 関連項目

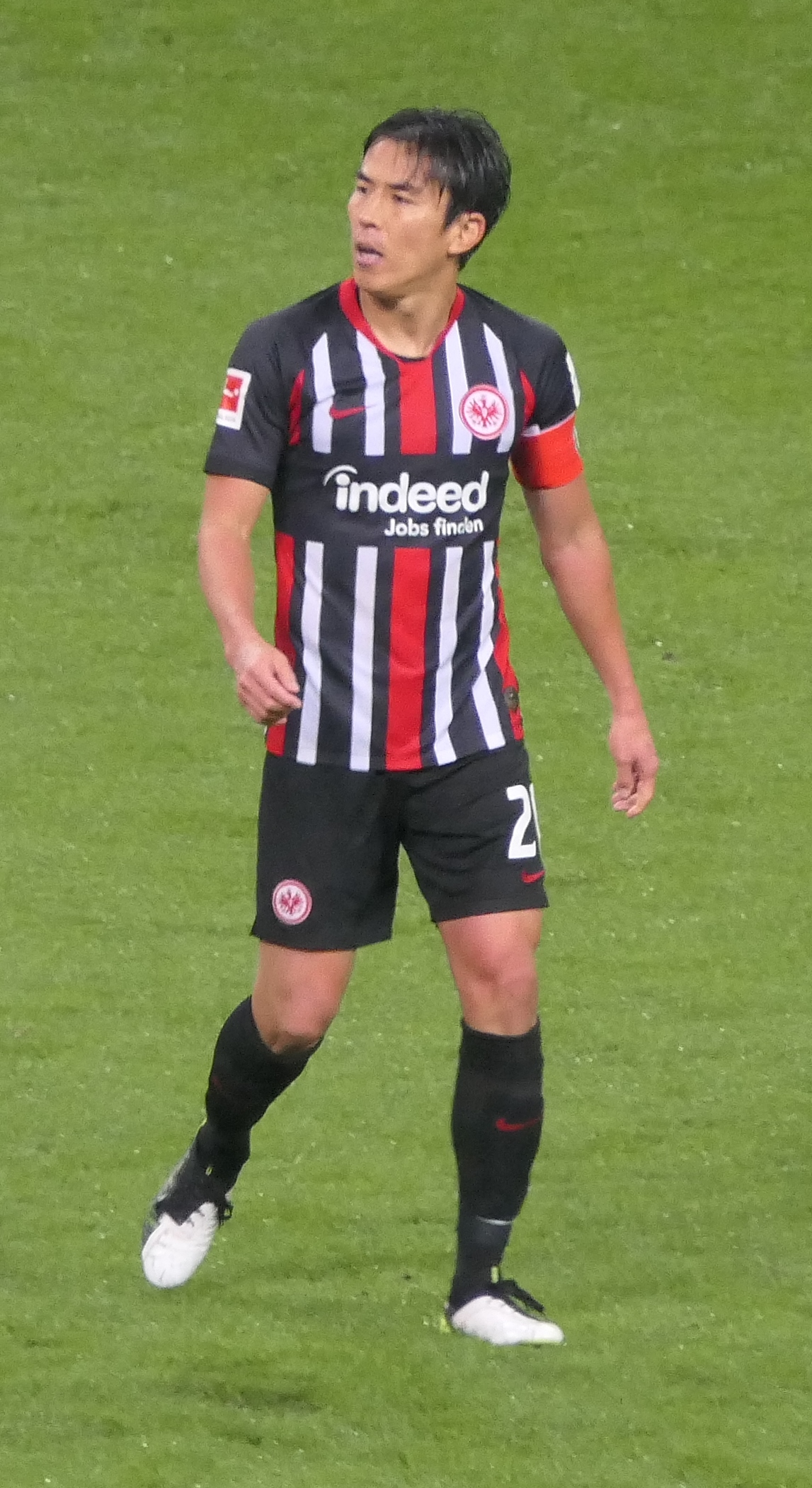
ドイツ、ブンデスリーガのフランクフルトの2018-2019シーズンのユニフォームに入っているIndeedのスポンサーロゴ(選手は長谷部誠)